# جارفيس جايلز
جارفيس جايلز (بالإنجليزية: Jarvis Giles)‏ هو لاعب كرة قدم أمريكية أمريكي، ولد في 15 يناير 1990 في تامبا في الولايات المتحدة.